# Jesuitenberichte

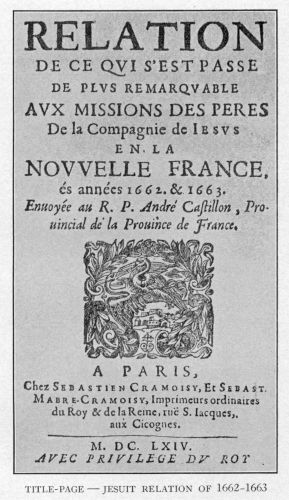
Titelseite der Jesuitenrelationen von 1662 bis 1663

Die Jesuitenrelationen oder auch Jesuitenberichte sind schriftliche Aufzeichnungen aus dem siebzehnten Jahrhundert über die Erfahrungen und Aktivitäten der Missionare der Gesellschaft Jesu („Jesuiten“) in den Provinzen Neufrankreichs. Die Jesuitenrelationen wurden nach eingehender Prüfung des Ordens von 1632 bis 1673 in Frankreich publiziert und somit für die literate Elite oder an der Kolonialisierung Interessierte zugänglich gemacht. Die Berichte sind in erster Linie ethnographische Dokumente und beschreiben die indigene Bevölkerung, deren Lebensraum sowie deren Kulturen, aber auch den Fortschritt der Kolonialisierung und Christianisierung. Die Jesuitenrelationen sind wichtige Quellen für die Amerikanistik, Geschichte, Anthropologie, Religionswissenschaften, Geographie und die Linguistik. Unter den Autoren befinden sich Paul Le Jeune, Jérôme Lalemant, Jean de Brébeuf und Paul Ragueneau, sie berichten detailliert über die evangelistischen Bemühungen und die Schwierigkeiten der Missionare.

## Hintergründe

### Die Gesellschaft Jesu
Die Jesuitenrelationen sind ein Produkt des zur damaligen Zeit mächtigsten katholischen Ordens, der Gesellschaft Jesu oder auch Societas Jesu und stehen im Zusammenhang mit dem Bestreben des Ordens, Bildung und Wissenschaft in den Dienst der katholischen Kirche zu stellen. Die 1534 von Ignatius von Loyola gegründete Gesellschaft Jesu basiert neben den Gelübden der Armut, Gehorsam und Keuschheit auf Disziplin und schließt ein Gehorsamsgelübde gegenüber dem Papst ein. Die Arbeit des Ordens konzentriert sich neben Seelsorge, Predigt und Beichtabnahme vor allem auf Bildung, Lehre und Mission. Die lange Ausbildungszeit der Novizen dauert um die zwölf Jahre. Den Kern der Spiritualität stellen die Exerzitien dar, dreißigtägige Geistliche Übungen, in denen der Exerzitant in Gebet und Meditation sein Leben und das Leben Jesu in Beziehung stellt und darüber reflektiert.
Die Gesellschaft Jesu und deren Grundstatuten, die sogenannten Constitutiones, wurden 1540 von Papst Paul III. mit der Bulle Regimini militantis ecclesiae offiziell anerkannt. Der Orden wurde 1773 mit dem Breve Dominus ac redemptor noster durch Papst Clemens XIV. aufgelöst und blieb bis 1814 verboten. Ehemalige Mitglieder schlossen sich in Herz-Jesu-Gesellschaften zusammen und blieben im Untergrund bestehen. Ebenso fanden sie Zuflucht in Russland und Preußen, wo sie als Lehrer und Seelsorger geschätzt wurden. Mit der päpstlichen Bulle sollicitudo omnium ecclesiarum wurde die Gesellschaft Jesu wieder zugelassen und besteht bis heute.
Von der Gründung der Gesellschaft Jesu bis zur Auflösung 1773 hatte der Orden sehr an Einfluss gewonnen, da die Mitglieder auf Grund ihres hohen Bildungsgrades bei den katholischen Königen und Fürsten in Europa als Beichtväter, Berater und Lehrer beliebt waren. Außerdem hatte die Gesellschaft Jesu bedeutsamen Einfluss in der Gegenreformation, als man den katholischen Glauben über Missionen in Regionen zu stärken suchte, in denen sich der Protestantismus ausbreitete. Aus diesem Grund baute auch die Gesellschaft Jesu ihre ersten Ordenshäuser und Bildungseinrichtungen in Gebieten wie Deutschland, England und Irland. Außerdem war die Gesellschaft Jesu sehr erfolgreich mit ihren Missionen außerhalb Europas und wuchs in relativ kurzer Zeit zum größten Missionsorden. Von Anfang an spielte die Mission eine zentrale Rolle für den Orden. Ignatius von Loyola legte das Missionsideal des Ordens fest, welches sich durch die Missionsbereitschaft aller auszeichnet. Durch das Gehorsamsgelübde verpflichtet sich jedes Ordensmitglied zur Glaubensvertiefung, Glaubensverteidigung und Glaubensausbreitung. Damit ist das Gehorsamsgelübde zugleich auch Missionsgelübde und die Berufung zur Gesellschaft Jesu ebenfalls Missionsberufung. Besonders war auch zur damaligen Zeit die Missionsmethode der Gesellschaft Jesu. Im Gegensatz zu anderen Orden versuchten die Jesuitenmissionare die Kultur und Mentalität zu verstehen. Dadurch konnten sie Anhaltspunkte in den Kulturen anderer Völker finden, um das Christentum verständlich zu vermitteln. Denn es ging ihnen vor allem darum den katholischen Glauben in die Kultur und Gesellschaftsordnung der anderen Völker zu integrieren und nicht nur Einzelne zu bekehren. Maßgeblich zum Missionsverständnis trug auch Franz Xaver bei, der 1541 als erster Jesuitenmissionar überhaupt nach Indien ausgesandt wurde.

### Berichte vor den Jesuitenrelationen
Es gab schon vor den Jesuitenrelationen Berichte von Jesuitenmissionaren über ihre Umgebung und Schützlinge in weit entfernten Ländern, wie Indien oder Japan. Ein Grund dafür ist, dass diese Berichte und Briefe als einziges Kommunikationsmittel über die weiten Strecken hinweg zur Verfügung standen. Sie bewahrten den Kontakt zum Hauptquartier und dienten anderen Missionaren als Informationsquellen. Einen weiteren Grund für die Berichterstattung bildete die Kontrolle des Ordensgenerals über die Tätigkeiten der Missionare. Ein Großteil der Berichte wurde gedruckt und somit auch ordensexternen Lesern zugänglich gemacht, da im Europa der frühen Neuzeit Interesse an bisher unbekannten Ländern bestand. Vor allem aber dienten die Briefe und Berichte der Ansammlung von Wissen und Kenntnissen über fremde Länder und Kulturen. Des Weiteren entstanden die Berichte in der Vorstellung, dass das Geschriebene dauerhaft sei und als Zeugnis angeführt werden könne. Diese Sichtweise geht auch aus Ignatius von Loyolas Anleitung zur Berichterstattung hervor.
In dieser Berichterstattung spielte Franz Xaver eine prägende Rolle. Als erster Missionar der Gesellschaft Jesu setzte er quasi den Standard für nachfolgende Ausgesandte. Franz Xavers schriftliches Werk umfasst 137 als authentisch geltende Schriftstücke, meist Korrespondenzen aus seinen Jahren als Missionar in Indien und Japan. Seine Briefe richteten sich hauptsächlich an Ignatius von Loyola, den Generaloberen der Jesuiten, oder an den portugiesischen König, um über die Zustände der Kolonien zu berichten. Franz Xaver verfasste auch umfangreiche Briefe zur Information, Erbauung und Ermahnung jüngerer Ordensbrüder. Diese Schriftstücke motivierten zahlreiche Ordensmitglieder, sich um eine Stelle als Missionar zu bewerben, wie an den vielen Bewerbungsschreiben nach der Publikation der Briefe zu erkennen ist. Franz Xavers Schriftstücke bilden folglich die Grundlage für die Jesuitenrelationen.
Die Jesuitenrelationen waren auch nicht die ersten Berichte des Ordens über Neufrankreich. Die ersten Jesuiten in Neu Frankreich waren Pierre Biard und Ennemond Massé, die von 1611 bis 1613 dorthin als Missionare ausgesandt worden waren. Pierre Biard verfasste ungefähr zwanzig Jahre vor den ersten Jesuitenrelationen einen Bericht über die Beschaffenheit des Landes und der Eingeborenen sowie seine Erfahrungen als Missionar in Neu Frankreich. Dieser Bericht wurde als „Relation de la Nouvelle France“ im Jahr 1616 veröffentlicht und ist eben deshalb von Bedeutung, weil er der erste jesuitische Bericht über Neu Frankreich war und damit prägend für die europäische Wahrnehmung von den französischen Kolonien im heutigen Kanada. Im Jahr 1626, also auch noch deutlich vor den Jesuitenrelationen, verfasste P. Charles Lalemant einen Brief, der zur Verbreitung des christlichen Glaubens in Neu Frankreich Stellung nimmt.

## Die Jesuiten in Neu-Frankreich

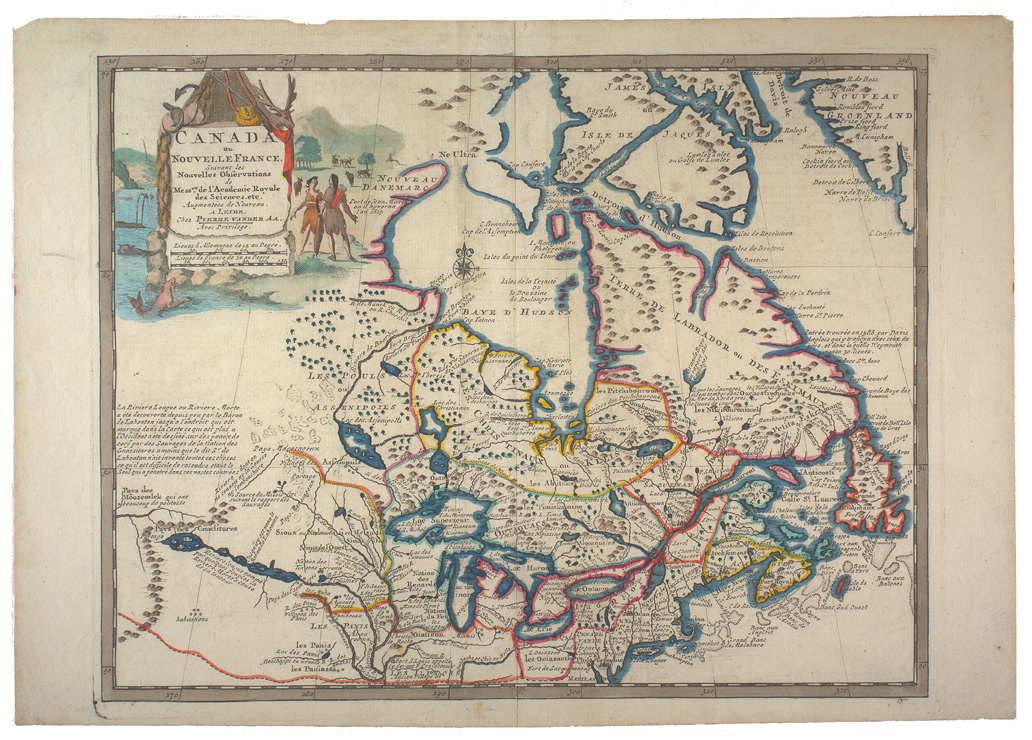
Historische Karte von Neu Frankreich/Kanada von 1713

### Kolonialisierung
Lange bevor die Jesuiten Neufrankreich erreichten, waren französische Fischer, Pelzhändler, Abenteurer und Entdecker wie Cartier mit der indigenen Bevölkerung Kanadas in Kontakt getreten. Die ersten Siedlungen wurden 1604 (Sainte-Croix) und 1605 (Port-Royal) in der Provinz Acadie (heutiges Nova Scotia, New Brunswick und nördliches Maine) gegründet. Die Gründung von Québec folgte im Jahr 1608. Es gab allerdings auch schon vor den Jesuiten Missionare des franziskanischen Recollect-Ordens in Neufrankreich. Auf Grund des wachsenden Einflusses des Jesuitenordens in Frankreich und der Verfügung über ausreichend Mittel erhielt jedoch die Gesellschaft Jesu die alleinige Aufgabe der Mission in Neufrankreich.
Die Jesuiten waren in Neufrankreich besonders wichtig, auf Grund der besonderen Art der französischen Kolonialisierung. Die französische Kolonialisierung unterschied sich von der spanischen und englischen Kolonialisierung darin, dass nur eine vergleichsweise geringe Besiedlung stattfand. In den 1620er Jahren lebten ungefähr hundert französische Siedler in Neufrankreich. Der Grund dafür ist, dass die Franzosen sich hauptsächlich für den Pelzhandel interessierten und nicht für großflächige Agrarwirtschaft oder Bergbau. Deshalb waren auch nur wenige Handelsforts vonnöten. Da die indigene Bevölkerung (hauptsächlich Algonkinstämme und Irokesenstämme) ausschließlich mit befreundeten Völkern handelten, mussten die Franzosen militärische und diplomatische Beziehungen zu den Indigenen herstellen um Pelzhandel betreiben zu können. Das hatte zum einen zur Folge, dass zwischen französischen Siedlern beziehungsweise Händlern und den indigenen Völkern eine intensive Interaktion stattfand und zum anderen die Indigenen nicht erobert wurden, sondern größtenteils autonome Gruppen blieben. Da die Franzosen auf die indigenen Völker als Handelspartner angewiesen und zahlenmäßig unterlegen waren, war eine Unterdrückung der indigenen Bevölkerung kaum der Fall, obwohl es selbstverständlich auch zu Konflikten und Kriegen kam. Über die Handelsbeziehungen und Bündnisse mit den verschiedenen indigenen Völkern und Konföderationen entstand die französische Kolonie und erstreckte sich weit über Nordamerika. Durch die Interaktion mit den Franzosen fanden große Veränderungen in den indigenen Kulturen statt. Die wirtschaftlichen Systeme wurden durch die Nachfrage der Franzosen nach Pelzen und die europäischen Waffen (vor allem Schusswaffen) sowie den Handel mit Alkohol transformiert. Krankheitserreger aus Europa (wie Pocken oder die Grippe) lösten Epidemien bei der indigenen Bevölkerung aus und beeinträchtigten ihre Gesellschaftssysteme. Ein weiterer Faktor für Veränderungen der indigenen Lebensweise waren die Jesuitenmissionare. Während sie versuchten, einzelne Stämme zu christianisieren, entstanden oft innerhalb der Stämme zwei Fraktionen, diejenigen, die sich dem neuen Glauben anschlossen und jene, die an ihren alten Traditionen festhielten. Das konnte zu politischer Instabilität innerhalb der Stämme führen. Die Jesuitenrelationen sind folglich auch Augenzeugenberichte dieser Transformationsprozesse.

### Die Jesuitischen Missionen in Neu-Frankreich
Es gab zwei Versuche der Jesuitenmissionare in Neu Frankreich Fuß zu fassen. Der erste Versuch fand von 1611 bis 1613 unter Pierre Biard (1567–1622) und Ennemond Massé (1575–1646) in Acadia statt. Der zweite Versuch ging von 1625 bis 1629 und wurde von fünf französischen Jesuiten Ennemond Massé, Charles Lalemant (1587–1674), Jean de Brébeuf (1593–1649), François Charton (1593–1657) und Gilbert Burel (1585–1661) geführt. Beide Male musste auf Grund britischer Überfälle und Eroberungsversuche abgebrochen werden. Die Franzosen gewannen 1632 wieder die Kontrolle über die Kolonien in Kanada und die Jesuitenmissionare kehrten zurück. Von da an wuchs die Anzahl der Missionare, donnés (Gehilfen der Missionare) und Laienbrüder. Die Quellen sind über die Anzahl sehr ungenau, aber die Zahl der Missionare wird auf ungefähr 30 pro Jahr geschätzt und im Zeitraum von 1632 bis 1760 waren insgesamt um die 300 Missionare in Neu Frankreich tätig gewesen. Die Mehrheit der Missionare kehrte nicht wieder nach Frankreich zurück, sondern beendeten ihre Karrieren in Neu Frankreich oder verstarben während der Irokesenkriege Ende des siebzehnten Jahrhunderts. Die Aufgaben der Jesuiten in Neu Frankreich betraf vor allem die Christianisierung der indigenen Völker, mit denen die Franzosen handelten. Das waren anfangs vor allem die Huronen, Algonkin und Montagnais. Sie setzten sich auch für die Errichtung von Bildungsstätten wie Schulen, Bibliotheken oder Universitäten ein. Die Laval-Universität geht beispielsweise auf die Jesuiten zurück. In den ersten Jahren der jesuitischen Missionen bestand die Hauptaufgabe der Missionare darin, die Sprachen und Kulturen der indigenen Völker verstehen zu lernen, um Anhaltspunkte in deren Kulturen und religiösem Verständnis zu finden, um die Christianisierung durchzuführen. Deshalb lebten einige Missionare wie zum Beispiel Jean de Brébeuf bei den jeweilig zu missionierenden Stämmen. Nomadische Stämme versuchte man, eher weniger erfolgreich, zuerst sesshaft zu machen, da man glaubte, nur Völker mit festem Wohnsitz seien auch zivilisiert. Nach dem Modell der sogenannten Reduktionen im heutigen Paraguay, wurden Dorfgemeinschaften aufgebaut. Die meisten indigenen Völker fassten die Missionare als Abgesandte des Königs von Frankreichs auf. Deshalb ließen sie die Jesuiten aus diplomatischen Gründen gewähren, da sie die Güter der Franzosen begrüßten und sie als Verbündete im Falle eines Krieges nicht missen wollten. Anfangs waren die Missionare relativ erfolgreich und schafften es wichtige indigene Persönlichkeiten zu überreden zum Christentum zu konvertieren. Die Situation für die Missionare wurde jedoch schwieriger, da bald klar wurde, dass das Christentum zu dieser Zeit exklusiv war und andere Arten von Glaube nicht tolerierte. Viele indigene Völker hatten den katholischen Glauben in ihr religiöses System aufgenommen, als Erweiterung. Die Missionare jedoch versuchten die religiösen Vorstellungen der Indigenen mit dem katholischen Glauben zu überschreiben, um sie so zu guten Christen zu machen. Die Angst vor der ewigen Verdammnis war noch sehr real im frühen siebzehnten Jahrhundert. Mit der Christianisierung wurde der Errettung der Seelen angestrebt. Die Bekehrung der Indigenen wurde deshalb als guter und notwendiger Akt angesehen. Obwohl Ende des siebzehnten Jahrhunderts Kritik gegen den Orden aufkam und mit der Aufklärung ein Faktor der den Einfluss der Gesellschaft Jesu einschränkte, waren die Jesuitenmissionare in Neu Frankreich weiterhin bedeutend. Sie überdauerten auch die Eroberung Neu Frankreichs durch Großbritannien. Nach dem Verbot des Ordens verschwanden sie jedoch langsam. Nach der Wiederherstellung des Ordens 1814, kehrten 1842 die ersten neun Jesuitenmissionare zurück nach Kanada.
Über die gesellschaftliche Verfassung der Ureinwohner und die Folgen des Eindringens des Kolonialismus und der Missionierungsversuche der Jesuiten für die noch weitgehend egalitären Gesellschaften hat die Anthropologin Eleanor Burke Leacock wesentliche Studien beigetragen.

## Die Relationen

### Berichte und Berichterstattung
Die Relationen waren jährliche Berichte der Jesuitenmissionare in Neufrankreich über ihre Bemühungen, die indigenen Völker des kanadischen Nordostens zum katholischen Glauben zu bekehren. Die Relationen enthalten darüber hinaus Informationen über den Fortschritt der Kolonialisierung, Krieg und Frieden und vermitteln gewonnene Kenntnisse über die indigenen Kulturen, deren religiöse Vorstellungen und Sprachen. Die Berichte wurden in der Ordenszentrale in Québec gesammelt, paraphrasiert und editiert. Das Superior der Jesuiten in Neufrankreich trug die Verantwortung für die Berichterstattung. Anschließend wurden sie an die Zentrale in Paris versendet, wo die Berichte nochmals überarbeitet und zu einem Band zusammengefasst wurden. Erst dann wurden die Ausgabe des jeweiligen Jahres unter dem Titel Relation de ce qui s'est passé en la Nouvelle France veröffentlicht. Meist dauerte es sehr lange, bis die Berichte Paris erreichten und das Editieren kostete nochmals Zeit. Oftmals wurden sie erst ein Jahr nach Abfassung in Paris publiziert. Trotz der Überarbeitungen sind die Berichte als authentisch anzusehen, da die Korrekturen sich überwiegend auf Formales bezogen. Die Kollektion der veröffentlichten Relationen hat einen Umfang von 41 Bänden. Es wurden auch nach 1673, das Jahr der letzten veröffentlichten Ausgabe der Relationen, Berichte von Jesuitenmissionaren in Neufrankreich nach Paris geschickt. Sie konnten jedoch auf Grund eines Dekrets aus Rom nicht weiterhin publiziert werden.
Die Jesuitenrelationen sind in erster Linie ethnographische Beschreibungen und deshalb eher unpersönlich und sehr sachlich gehalten. Die Sachlichkeit der Berichte – Ergebnis des langen Überarbeitungsprozesses – gewährt einen guten Einblick in die Kultur der indigenen Völker Kanadas zur Zeit der ersten Kontakte zu den Europäern und die Beziehung der Indigenen zu den Franzosen. Trotzdem sind Relationen nicht wertefrei; sie wurden von Europäern für Europäer geschrieben und sind somit von der europäischen Weltsicht und Wertevorstellung der damaligen Zeit geprägt. Zweck der Relationen war es vor allem, Sponsoren für die Missionen in Neufrankreich zu finden, Siedler anzulocken und anderweitig Interessierte zu informieren. Sie hatten folglich eine doppelte Funktion: zum einen als Informationsquellen, zum anderen als Propagandaschriften. Über die Leserschaft ist nicht viel bekannt, aber es ist davon auszugehen, dass sich, abgesehen von den Mitgliedern der Gesellschaft Jesu, sowohl der französische Klerus als auch der Adel für die Relationen interessierten. Ebenso wenig ist bekannt, wie weit die Relationen in Europa zirkulierten. Auf Grund des allgemeinen Interesses an fremden Kulturen im Europa der frühen Neuzeit, dürften die Jesuitenrelationen weitreichende Verbreitung gefunden haben.

### Kritik an den Relationen
Die Jesuitenrelationen riefen jedoch nicht nur positive Reaktionen hervor. Vor allem bei Kritikern der Gesellschaft Jesu, darunter Protestanten, Jansenisten, Dominikanern und Franziskanern waren die Relationen nicht sehr beliebt. In protestantischen Kreisen galten die Jesuiten als machthungriges, papsthöriges Übel.
Andere katholische Orden unterschieden sich im Missionsverständnis von den Jesuiten und kritisierten deren Vorgehen bei der Mission. Außerdem spielte Neid eine Rolle, auf Grund des Erfolgs der Gesellschaft Jesu. Besonders kritisch waren die Mitglieder des franziskanischen Récollect-Ordens, die anfangs für die Mission in Neufrankreich zuständig gewesen waren, aber diese Aufgabe an die einflussreicheren und finanziell stärkeren Jesuiten verloren. Schriftsteller des Récollect-Ordens, wie Christien Le Clerq oder Louis Hennepin verspotteten die Relationen der Jesuitenmissionare als Hirngespinste, vor allem die Berichte über Märtyrer. Ebenso bezweifelten sie, dass die Indigenen tatsächlich, dauerhaft zum Christentum konvertierten.
Die Mitglieder des Récollect-Ordens sahen die spirituellen Möglichkeiten der Indigenen wesentlich weniger positiv, weshalb sie die von den Jesuiten genannten Zahlen der Bekehrungen bezweifelten. Allerdings betraf ihre Kritik nicht generell die Richtigkeit der Relationen als ethnographische Berichte, sondern hauptsächlich die theologische Herangehensweisen der Jesuiten. Tatsächlich aber behaupteten die Jesuitenmissionare nicht, Neufrankreich christianisiert zu haben. Im Gegenteil zeigt sich in den Relationen eher ihre Ernüchterung und Enttäuschung über den Misserfolg der Mission. Dies wird jedoch mit langen Passagen über ihre Erfolge überlagert. Außerdem waren die veröffentlichten Relationen vorher überarbeitet und neutralisiert worden.

### Moderne Publikationen und Bedeutung für die Wissenschaft
Im Jahr 1858 wurden die Jesuitenrelationen zum ersten Mal wieder publiziert. Als nach dem Brand des Québecer Parlaments 1854 Originalschriften der Relationen zerstört wurden, veranlasste die kanadische Regierung den Druck der gesamten Ausgabe von 1632 bis 1673 in drei Oktavbänden, denen auch der Bericht von Pierre Biard von 1616 und der Brief von Charles Lalemant von 1626 hinzugefügt wurde. Es handelt sich um eine unkommentierte Ausgabe.
Eine der bekanntesten Publikationen stammt von Reuben Gold Thwaites, die unter dem Titel The Jesuit Relations and Allied Documents 1896–1901 in Cleveland veröffentlicht wurde, eine Kollektion von 73 Bänden, die sowohl die Originale in französischer, italienischer oder lateinischer Sprache enthält als auch die englischen Übersetzungen. Sie enthält nicht nur die Relationen von 1632 bis 1673, sondern auch die unveröffentlichten Dokumente von 1611 bis 1791. Dabei handelt es sich um eine wissenschaftlich kommentierte Ausgabe mit bibliografischen Angaben und ausführlichem Index.
Von 1968 bis 1986 veröffentlichte Lucien Campeau S. J. eine siebenbändige Reihe mit Dokumenten über die französische Kolonialisierung und Missions- und Kirchengeschichte Kanadas im siebzehnten Jahrhundert inklusive der Jesuitenrelationen. Die Reihe trägt den Titel Monumenta Novae Francia. Die einzelnen Titel lauten: Band I: La première mission des jésuites en Nouvelle France (1611–1613) et les commencements du collège de Québec (1625–1670); Band II: Les Cent-Associés et le peuplement de la Nouvelle-France (1633–1663); Band III: L’Évêché de Québec (1674). Aux origines du premier diocèse érigé en Amérique française; Band IV: Les finances publiques de la Nouvelle-France sous les Cent-Associés (1632–1655); Band V: Gannentaha, première mission iroquoise (1653–1650); Band VI: Catastrophe démographique sur les grands Lacs. Les premiers habitants du Québec; Band VII: La mission des Jésuites chez les Hurons (1634–1650).
Der Ethnologe Helmut Reim gab im Jahr 1987 die Berichte des französischen Jesuiten Joseph-François Lafitau heraus. Der Titel lautet: „Die Sitten der amerikanischen Wilden im Vergleich zu den Sitten der Frühzeit“ (Leipzig). Es handelt sich um einen Neudruck der „Erste(n) Abtheilung“ der 1752 („Erster Theil“) und 1753 („Zweiter Theil“) in Halle bei Johann Justinus Gebauer erschienenen Algemeinen Geschichte der Länder und Völker von America. Kommentiert von Helmut Reim.
Der Romanist Klaus-Dieter Ertler gab 1997 einen Band mit den Relationen von 1632 bis 1636 und 1648/49 sowie Pierre Biards Bericht von 1616 heraus, ein bilinguales Werk in Deutsch und Französisch. Der Titel lautet: Von Schwarzröcken und Hexenmeistern, Robes Noires et Sorciers.
Allan Greer, Professor an der Universität Toronto veröffentlichte 2000 einen editierten und kommentierten Sammelband mit ausgewählten Jesuitenberichten unter dem Titel The Jesuit Relations: Natives and Missionaries in Seventeenth-Century North America. Die Sammlung schließt auch Berichte mit ein, die nicht im Zuge der Jesuitenrelationen veröffentlicht wurden, zum Beispiel Jacques Marquettes Bericht On the First Voyage by Father Marquette toward New Mexico and How the Idea was Conceived von 1674.
Die Jesuitenrelation haben große Bedeutung für die moderne Forschung über die indigene Bevölkerung in Kanada und dem Nordosten der USA. Zwar sind die Jesuitenrelationen keine wertefreien Dokumente ebenso wenig wie genaue wissenschaftliche Schriftstücke, dennoch haben sie als Augenzeugenberichte hohe Bedeutung. Zudem gelten die Jesuitenrelationen von den wenigen schriftlichen Quellen über die indigenen Völker dieser Gebiete als die verlässlichsten und aussagekräftigsten. Auf Grund der jährlichen Berichterstattung der Jesuitenmissionare können anhand der Relationen Veränderungen in den indigenen Gesellschaftssystemen und die gegenseitige Beeinflussung von Indigenen und Europäern analysiert werden.

## Bibliografie

### Sekundärquellen
- Jesuit Relations. In: Michael Glazier, Thomas Shelly: The Encyclopedia of American Catholic History. Liturgical Press, Collegeville 1997.
- Dominique Deslandres: Croire et faire croire: Les Missions Françaises au XVIIe Siècle. Librairie Arthème Fayard, Paris 2003.
- Peter A. Dorsey: Going to School with Savages: Authorship and Authority among the Jesuits of New France. In: The William and Mary Quarterly. Third Series: 55, 1998, S. 3.
- J. H. Elliott: The Old World and The New 1492–1650. Cambridge University Press, Cambridge 1970.
- Klaus-Dieter Ertler (Hrsg.): Von Schwarzröcken und Hexenmeistern. Dietrich Reimer Verlag, Berlin 1997.
- W. Göbell: Jesuiten. In: Kurt Galling: Religion in Geschichte und Gegenwart. Band 3, Mohr Siebeck Verlag, Tübingen 1956.
- Allan Greer: The Jesuit Relations: Natives and Missionaries in Seventeenth-Century North America. Bedford / St. Martin's Publishing, Boston 2000.
- Steven J. Harris: Jesuit Scientific Activity in the Overseas Missions, 1540–1773. In: Isis. 96, 1, 2005, S. 71–79.
- Haub, Rita. Die Verborgene Geschichte der Jesuiten. Primus Verlag, Darmstadt 2007.
- Jaenen, Cornelius J. Problems of Assimilation in New France, 1603–1645 French Historical Studies. 4, 1966, S. 3, 265–289.
- Leahey, Margaret J. ‚Comment peut un muet prescher l'évangile?‘ Jesuit Missionaries and the Native Languages of New France. French Historical Studies. 19, 1995, S. 1.
- MacCulloch, Diarmaid. A History of Christianity. New York: Penguin Books Publishing, 2010.
- Monet, Jacques. The Jesuits in New France. in: Thomas Worcester (ed.), The Cambridge Companion to the Jesuits. Cambridge: Cambridge University Press, 2008.
- Moore, James T. Indian and Jesuit: A Seventeenth-century Encounter. Chicago: Loyola University Press, 1982.
- McCoy, James C. Jesuit Relations of Canada 1632–1673: A Bibliography. New York: Burt Franklin Publishing, 1936.
- Pouliot, L. Jesuit Relations. New Catholic Encyclopedia. 2nd ed. Vol. 7. Detroit: Gale, 2003.
- Richter, Daniel K. Iroquois versus Iroquois: Jesuit Missions and Christianity in Village Politics, 1642–1686. Ethnohistory, 32, 1985, S. 1.
- Ronda, James P. The European Indian: Jesuit Civilization Planning in New France Church History, 41: 3, 1972, 385–395.
- Sievernich, Michael. Xavier Franz (1506–1552) in: Gerhard Müller u. a.: Theologische Realenzyklopädie, Band 36, Berlin: Walter De Gruyter, 2004.
- Vercruysse, Joe E. S. J. Jesuiten. in: Gerhard Müller u. a.: Theologische Realenzyklopädie, Bd. 16. Berlin: Walter De Gruyter, 2004.